# عمه إبصاري
عمه إبصاري أو عمه البصر (بالإنجليزية: Visual agnosia)‏ هو ضعف في إدراك الأشياء في نطاق الإبصار. ولا يحدث هذا الضعف نتيجة عيب في الرؤية (حدة البصر والمجال الإبصاري والتدقيق) أو اللغة أو الذاكرة أو انخفاض مستوى الذكاء. وهناك نوعان من العمى الإبصاري: العمى الإبصاري للإدراك المتبصر والعمى الإبصاري الترابطي.
يحدث إدراك العناصر البصرية عند مستويين أساسيين. فعند مستوى الإدراك المتبصر، توضع معالم المعلومات البصرية من الشبكية بجانب بعضها البعض لتكوين تمثيل إدراكي للعنصر. وعند المستوى الترابطي، يُربط معنى الشيء بالتجسيد الإدراكي له ويتم التعرف على هذا الشيء. فإذا لم يستطع الشخص التعرف على العناصر لأنه لا يستطيع تمييز أشكال الأشياء الصحيحية، رغم أن معرفته بتلك العناصر سليمة، فذلك هو عمى الإدراك المتبصر. وإذا كان الشخص يتعرف على الأشكال بصورة صحيحة ويعرف تلك الأشياء، ولكنه لا يمكنه تعريفها، فذلك هو العمى الإبصاري الترابطي.
ينتج العمى الإبصاري في الغالب عن تلف ثنائي في الفص القذالي والفص الصدغي في المخ.

## التصنيف
هناك نوعان أساسيان للعمى الإبصاري وهما العمى الإبصاري للإدراك المتبصر والعمى الإبصاري الترابطي.
إن العمى الإبصاري للإدراك المتبصر هو القصور في إدارك الشيء حتى عندما تكون الوظائف البصرية الأساسية (حدة البصر، اللون، الحركة) طبيعية. ويجب أن يدمج المخ كل الخصائص مثل خطوط وسطوع ولون المعلومات البصرية لتكوين إدراك كامل للشيء. وإذا حدث قصور أثناء تلك العملية، لا يتكون إدراك كامل للعنصر ومن ثم يتعذر التعرف عليه. إن المهام التي تتطلب نسخًا أو مطابقة الأشكال البسيطة يمكنها أن تميز الأشخاص المصابين بالعمى الإبصاري للإدراك المتبصر، لأنهم يعانون من قدرات قاصرة ولا يمكنهم القيام بتلك المهام.
إن العمى الإبصاري الترابطي هو عدم القدرة على تمييز الأشياء رغم إدراكها ظاهريًا والعلم بها. وينطوي العمى الإبصاري الترابطي على مستوى أعلى من المعالجة أكثر من العمى الإبصاري للإدراك المتبصر. فالأشخاص المصابون بالعمى الإبصاري الترابطي يمكنهم نسخ أو مطابقة الأشكال البسيطة، مما يدل على أنهم يدركون العناصر إدراكًا صحيحًا. كما أنهم يظهرون معرفة بالعناصر عند اختبارهم باللمس أو المعلومات اللفظية. ولكن عند اختبارهم بصريًا، لا يمكنهم تسمية أو وصف العناصر العامة. مما يعني أن هناك ضعفًا في ربط فهم العناصر بالمعرفة المخزنة لديهم.
تضم الأشكال الطبية المتنوعة المعروفة للعمى الإبصاري عمى تعرف الوجوه(عدم القدرة على تمييز الوجوه) وعمى الكتابة (عدم القدرة على تمييز الكلمات) وعمى الألوان (عدم القدرة على التفرقة بين الألوان) وعمى إدراك البيئة المحيطة (عدم القدرة على تمييز العلامات البارزة وما إلى ذلك) وعمى تعرف الشبيه (عدم القدرة على التفرقة بين العناصر المتعددة في مشهد بصري).

### فئات العمى الإبصاري وأنواعها الفرعية
إن الفئتين الأساسيتين للعمى الإبصاري هما:
- العمى الإبصاري للإدراك المتبصر، وهو الضعف في إدراك العنصر. فلا يستطيع الأشخاص الذين يعانون من العمى الإبصاري للإدراك المتبصر أن يكونوا فهمًا كاملاً لمعلومة بصرية.العمى الإبصاري الترابطي، وهو ضعف تعريف الشيء. فالأشخاص الذين يعانون من العمى الإبصاري الترابطي لا يمكنهم تفسير ما أدركوه. فلقد حصل الفهم ولكنه لا يعني شيئًا بالنسبة للأشخاص المصابين بالعمى الإبصاري الترابطي.

الأنواع الفرعية للعمى الإبصاري الترابطي
- عمى الألوان: عدم القدرة على التمييز بين الألوان المختلفة.لون.
- عمى تعرف الوجوه: وهو عدم القدرة على تمييز وجوه البشر. إن الأشخاص المصابين بعمى تعرف الوجوه يعرفون أنهم ينظرون إلى الوجوه، ولكنهم لا يمكنهم التعرف عليها حتى بالنسبة للأشخاص الذين يعرفونهم جيدًا.
- عمى الاتجاهات: (Orientation Agnosia) عدم القدرة على تقدير أو تحديد اتجاه الأشياء.
- عمى الإيماءات: (Pantomime Agnosia) عدم القدرة على فهم الإيماءات (الإشارات). فيبدو أن القشرة البصرية المخية السفلى تلعب دورًا حيويًا في التعرف على الإيماءات.

## الأعراض
رغم أن معظم حالات العمى الإبصاري تكون في كبار السن الذي عانوا من تلف دماغ شامل، فإن هناك أيضًا حالات من الأطفال الصغار يعانون من تلف دماغ أقل انتشارًا أثناء سنوات النمو وتطورت لديهم أعراض هذا المرض. وبصورة عامة، يمثل العمى الإبصاري حالة عدم القدرة على تمييز الشيء من خلال شكله في ظل غياب الإيضاحات الأخرى، مثل مشكلات الرؤية. ويتجلى هذا بوضوح شديد في عمى تعرف الوجوه، حيث يمكن أن يرى الشخص بوضوح وجه الأشخاص القريبين، ولكنه لا يستطيع أن يقي الروابط العقلية والتعرف على هؤلاء الأشخاص. ومن المظاهر الأخرى الشائعة للعمى الإبصاري صعوبة تعريف الأشياء التي تبدو متشابهة من حيث الشكل، وصعوبة التعامل مع الرسوم الخطية التي تفتقد التفاصيل الكثيرة وصعوبة التعرف على الأشياء التي تُعرض في الرؤى الأقل شيوعًا.
يحدث العمى الإبصاري بعد تلف القشرة الترابطية البصرية. ويحدث هذا حتى لو لم يحدث تلف في العينين أو السبيل البصري الذي يقود المعلومات البصرية إلى المخ. وينتج العمى الإبصاري عن تلف أجزاء من السيل البطني للرؤية. ويعرف السيل البطني أيضًا بأنه «أي مسار للرؤية» فهذا المسار يسمح للشخص بتمييز الأشياء التي يراها. السيل الآخر هو السيل الظهري أو «سيل أين-كيف»؛ ويظل هذا السيل سليمًا، مما يسمح للأشخاص المصابين بالعمى الإبصاري في إظهار سلوك طبيعي نسبيًا في التوجيه البصري. فالتلف في مناطق معينة من السيل البطني يضعف القدرة على تمييز فئات معينة من المعلومات البصرية.

## الفيزيولوجيا المرضية
يحدث العمى الإبصاري نتيجة تلف في المناطق الترابطية من القشرية البصرية. يبدو أن العقدة القذالية الوحشية تستجيب للأنواع المختلفة من الأشياء. ولكن ينتج عمى تعرف الوجوه (عدم القدرة على تمييز الوجوه) عن تلف منطقة الوجه المغزلية (FFA). ولقد أظهرت الدراسات التي تتضمن التصوير الوظيفي أن هناك منطقة معينة مختصة بالتعرف على الوجوه، تعرف باسم منطقة الوجه المغزلية، في التلفيف المغزلي في الفص الصدغي. بيد أن تلك المنطقة لا تقتصر على التعرف على الوجوه، فيتم أيضًا فيها التعامل مع إدراك الأشياء الأخرى التي اختبرها الإنسان من قبل. ولقد اكتشف أنه يمكن تحفيز قشرة جسم خارج الجسم المخطط (extrastriate body cortex) (EBA) باستخدام الصور الفوتوغرافية أو الصور الظلية أو الرسوم اللاصقة لجسم الإنسان. واكتُشف أن منطقة المكان المجاور للحصين (parahippocampal place area) (PPA) في القشرة الحوفية يمكن تحفيزها بمنظر المشاهد والخلفيات. وينتج عمى الألوان الدماغي (عدم القدرة على التفرقة بين الأصباغ المختلفة) عن تلف المنطقة V8 من القشرة الترابطية البصرية.
فيبدو أن نصف الكرة المخي الأيسر يلعب دورًا حيويًا في إدراك معاني الأشياء العامة.

## في الثقافة الشعبية
- هناك تقرير شهير عن هذه الحالة في مقالة بكتاب أوليفر ساكس (Oliver Sacks)، The Man Who Mistook His Wife for a Hat (الرجل الذي حسب زوجته قبعة).
- يفترض أن المتهم بالقتل في حلقة "Strangers" من المسلسل Picket Fences كان يعاني من العمى.
- المريض في حلقة House "Adverse Events" كان يعاني من العمى.
- شخصية فال كيلمر (Val Kilmer) كان يعاني من العمى الإبصاري في الفيلم At First Sight.
- كان محور حبكة الجزءالسادس من مسلسل Phoenix للمؤلف أوسامو تيزوكا نوع معين من العمى الإبصاري أدى إلى إجراء جراحة تجريبية في المخ.
- في رواية Saya no Uta، خضع البطل لجراحة خطيرة طارئة في المخ لإنقاذ حياته من حادث مرور مروع أودى بحياة والديه. وكان أحد الأعراض تلك الجراحة التي أنقذت حياته أن عانى البطل من نوع غريب من العمى الإبصاري فبدا العالم له «مشوهًا»؛ حيث تشبه الأشياء غير العضوية التركيبات العضوية ولكن بلحم فاسد وبدا الأشخاص وحوشًا أمام عينيه.
- في سلسلة المجلة الهزلية Preacher، كانت هناك نادلة اسمها لوري تعاني من العمى الإبصاري.